# DNAJC24
DNAJC24 (англ. DnaJ heat shock protein family (Hsp40) member C24) – білок, який кодується однойменним геном, розташованим у людей на 11-й хромосомі. Довжина поліпептидного ланцюга білка становить 148 амінокислот, а молекулярна маса — 17 008.
| 10         |  | 20         |  | 30         |  | 40         |  | 50         |
| ---------- |  | ---------- |  | ---------- |  | ---------- |  | ---------- |
| MAVEQMPKKD |  | WYSILGADPS |  | ANISDLKQKY |  | QKLILMYHPD |  | KQSTDVPAGT |
| VEECVQKFIE |  | IDQAWKILGN |  | EETKREYDLQ |  | RCEDDLRNVG |  | PVDAQVYLEE |
| MSWNEGDHSF |  | YLSCRCGGKY |  | SVSKDEAEEV |  | SLISCDTCSL |  | IIELLHYN   |

A: Аланін

C: Цистеїн

D: Аспарагінова кислота

E: Глутамінова кислота

F: Фенілаланін

G: Гліцин

H: Гістидин

I: Ізолейцин

K: Лізин

L: Лейцин

M: Метіонін

N: Аспарагін

P: Пролін

Q: Глутамін

R: Аргінін

S: Серин

T: Треонін

V: Валін

W: Триптофан

Задіяний у таких біологічних процесах, як транспорт, транспорт електронів, альтернативний сплайсинг. 
Білок має сайт для зв'язування з іонами металів, іоном цинку, іоном заліза. 
Локалізований у цитоплазмі, цитоскелеті.